# Suzereiniteit
Suzereiniteit is de hoogste zeggenschap over een grondgebied op juridische gronden, door militaire, economische of geo-politieke overmacht of om een andere reden. Het kan in handen liggen van een persoon of familie, een staat of andere bestuurlijke eenheid, de heersende macht wordt de suzerein genoemd. Het begrip 'suzereiniteit' wordt in de context van het feodalisme, dat meestal bepalend was voor politieke, bestuurlijke en miliaire verhoudingen in de middeleeuwen, begrepen als een getrapt machtssysteem met een hoogste vorst en lagere heersers die de macht van de hoogste vorst gedelegeerd hebben gekregen. Vanaf de 18e eeuw tot de 21e eeuw, waar staten zich ontwikkelden tot onafhankelijke juridische entiteiten met als basis een grondwet (constitutie), kan het brede kader van de suzereine overheersing veelal gezien worden als een vorm van kolonialisme. Het grondgebied dat wordt beheerst wordt dan door de overheersende staat ook wel als protectoraat bestempeld of als vazalstaat.
In het moderne internationaal recht kan een land vrijwillig accoord gaan met een vorm van bescherming of overheersing door een andere staat, maar kan dat niet meer uitgaan van de overheersende staat of door een overheersende staat worden afgedwongen. Vanaf aanvaarding door een groot aantal staten wereldwijd van de handvesten van de Verenigde Naties en die van de voorganger daarvan, de Volkenbond heeft zich het recht van staten op soevereiniteit ontwikkeld, wat bescherming biedt tegen oorlog en overheersing van buitenaf.

## Geschiedenis van het begrip
De term suzerein of suzereiniteit komt voor het eerst in 1470 voor in de context van het feodale recht en betekende toen hoge vorst of heerser. Het stond voor degene die volgens een leenovereenkomst het zeggen had over degene die dienend was. Het woord soeverein werd toen veelal in een andere context gebruikt, maar had de facto eenzelfde betekenis. De Franse filosoof Jean Bodin (1530-1596) gaf aan de term soevereiniteit een andere betekenis dan aan suzereiniteit, hij redeneerde vanuit het begrip absolutisme. Dat begrip had hij bedacht voor het regeren door een vorst dat niet gebaseerd was op algemeen geldende regels, maar slechts op de eigen mening. Absolutisme is afgeleid van het Latijn absolvere, wat losmaken betekent. waarna de betekenissen uiteen gingen lopen.
De theorie van suzereiniteit is ontstaan als reactie op de theorie van de soevereiniteit die met name via het absolutisme in Europa is uitgedragen. Tegenstanders van het absolutisme werden gedwongen door de claims van aanhangers van het absolutisme een tegenwicht te bieden.

### Soeverein versus suzerein
De nieuwe interpretatie van het recht van de koning in de vorm van soevereiniteit voor de koning betekende dat opnieuw nagedacht ging worden over staatsinrichting. Tegenover de soeverein kwam een andere (bestaande) term te staan, suzerein. Een suzerein is een hogere heerser, maar er werd in feite de hoogste heerser mee aangeduid, dat wil zeggen de koning. Het idee is dat er een gestapeld gezag is met aan de top de koning.
Het verschil tussen deze twee zit in de uitwerking. Een soeverein is niet gebonden aan regels, er is immers geen hogere macht boven de soeverein. Een suzerein echter is slechts de hoogste in een stapeling van macht. Dat wil zeggen dat sommige zaken bij de koning liggen en andere dingen bij anderen. In de praktijk betekent dat bijvoorbeeld dat als de koning een concrete macht heeft overgedragen aan een ander, hij deze niet eigenhandig weer af mag nemen. Een soeverein mag dat wel. Suzereiniteit is als het ware gedeelde en gedelegeerde staatsmacht. Bodin heeft met zijn uitleg het 'gedeelde' weggehaald om soevereiniteit te krijgen. Alle macht is of kan gedelegeerd worden door de koning en kan dus ook door hem worden teruggenomen.

## Internationale ontwikkelingen
De door Bodin geïntroduceerde interpretatie van het recht leidde niet alleen tot de theorie van het absolutisme, maar ook tot tegenreacties. Aanhangers van deze tegenreactie vonden dat de macht van de koning niet onbeperkt was. Die macht werd ingeperkt o.a. door bestaand recht. Ontwikkelingen als de Nederlandse Opstand waarin de rechtmatige heer ontzet werd uit zijn macht omdat hij zijn plichten niet goed uitoefende, voedden deze tegenbeweging. In Engeland won uiteindelijk deze beweging de strijd van het absolutisme in de Glorious Revolution. De theorie van deze revolutie is verwoord in het boek van John Locke Two Treatises on Government en ze komt ook terug in Charles Montesquieu's concept van de scheiding der machten. Via deze twee filosofen heeft het ook zijn invloed gehad op de Franse en Amerikaanse Revolutie.
Met name in Engeland leidden de politieke ontwikkelingen tot een beschouwing van de bestaande rechten en plichten van koning, andere lokale machthebbers en het parlement. De situatie die de denkers beschouwden kreeg uiteindelijk haar beslag in de theorie van het feodalisme. Het hoogste gezag in het feodale stelsel was de suzerein. In het feodalisme zijn twee partijen gebonden aan onderlinge rechten en plichten, die niet zo maar kunnen worden opgezegd. Ze gaan hun onderlinge relatie aan op grond van redelijke gelijkwaardigheid; mensen zijn vrij deze relatie aan te gaan. Die situatie werd min of meer hersteld bij het aanstellen van Willem III als koning.
Door de band met het feodalisme komt de term suzerein in de moderne betekenis vaak voor in teksten over het feodalisme in de middeleeuwen. Het is belangrijk te zien dat dit een anachronisme is. De theorie van suzereiniteit is uit de vroegmoderne tijd en niet uit de middeleeuwen.
Suzereiniteit wordt ook analoog aan het begrip soevereiniteit gebruikt, bijvoorbeeld voor Tibet en Mongolië die lange tijd onder de suzereiniteit van de Chinese keizers stonden.

### Soevereiniteit
Soevereiniteit is tegenwoordig een divers begrip dat op veel verschillende wijzen wordt gebruikt en ingevuld. Het kan daarbij niet alleen in juridische, maar ook in politieke of feitelijke zin betekenis krijgen. In essentie heeft het begrip betrekking op de handelingsvrijheid van staten, in de verhouding met zijn burgers, maar óók in verhouding tot andere staten. Het soevereiniteitsbegrip ziet niet alleen op de macht over een land, een samenleving en de burgers (interne soevereiniteit) maar ook op het recht van staten om vorm en inhoud te geven aan hun rechtsorde, hun politieke, economische en sociale inrichting en hun internationale betrekkingen (externe soevereiniteit).